# Graciela de Antoni
Graciela Liliana de Antoni (18 de julio de 1949) es una científica argentina, reconocida por sus investigaciones en bioquímica de alimentos y por su desempeño como Decana de la Facultad de Ciencias Exactas de la Universidad Nacional de La Plata entre 2010 y 2014. 

## Biografía
Obtuvo su título de Química en 1972, Licenciada en Bioquímica (en la orientación Clínica) en la Universidad Nacional de La Plata en 1973 y posteriormente, en 1978 alcanzó el grado de Doctora en la misma disciplina, también en la UNLP.
Es miembro de la Carrera de Investigación científica en la Comisión de Investigaciones Científicas de la Provincia de Buenos Aires (CIC) desde 1987, ocupando la categoría de Investigadora Principal desde 2004. 
La Dra. de Antoni Se desempeña también como profesora universitaria en el área de Microbiología de la Facultad de Ciencias Exactas. Desarrolla una labor importante en la formación de recursos humanos, dirigiendo tesis de grado y posgrado.
Desempeñó diversos cargos de Gestión en la Facultad de Ciencias Exactas. Entre 2004 y 2006 fue elegida como Jefe del Departamento de Ciencias Biológicas de la Facultad de Ciencias Exactas, UNLP, quedando en 2007 a cargo de la Secretaría Académica de dicha Facultad, hasta que en 2010 fue elegida para el cargo de Decana, el cual ejerció hasta 2014. Vencido su mandato, se desempeñó como Secretaria de Extensión Universitaria en la misma unidad académica.
Uno de los logros de su gestión como decana fue el reconocimiento de la licenciatura en Óptica Ocular y Optometría que dicta la facultad de Ciencias Exactas de la UNLP por el ministerio de Educación de la Nación.
Durante su mandato también se realizaron importantes avances en el área de la salud visual, creando un laboratorio para la fabricación de anteojos y lentes de contacto en la Facultad de Ciencias Exactas y celebrándose un convenio con la Municipalidad de La Plata,
Entre 2014 y 2018 se desempeñó como Secretaria de Extensión Universitaria en  la misma casa de estudios.
La Dra. de Antoni desempeña una importante actividad como formadora de jóvenes investigadoras e investigadores, habiendo dirigido hasta 2019 más de 20 tesis de doctorado, maestría y licenciatura.
La producción de medicamentos para el sector público fue otro de los resultados de la gestión de la Dra. de Antoni como decana, creándose un convenio de cooperación entre el Hospital San Juan de Dios y la Facultad de Ciencias Exactas para que la Unidad Productora de Medicamentos de dicha casa de estudios provea de los medicamentos producidos en esa unidad académica al centro médico asistencial. El acuerdo fue suscrito  por autoridades del Hospital -Martín Castilla, Gabriela Albrich y Reinaldo Fantoni y  Susana Gómez-, y, por parte de la facultad, por Graciela De Antoni,  Patricio de Urraza, Ana Lacunza y Cecilia Milazzo.

## Investigaciones
Sus investigaciones están relacionadas con la tecnología de alimentos, y las lleva adelante en el Centro de Investigación y Desarrollo en Criotecnología de Alimentos (CIDCA), un instituto dependiente de la Facultad de Ciencias Exactas de la UNLP y CONICET. Ejerce la Dirección del Laboratorio de Bacterias Lácticas del CIDCA desde 1987.
Entre sus temas de trabajo se encuentra el estudio de terapias combinadas para el biocontrol de enfermedades transmitidas por alimentos.
Graciela de Antoni desarrolla una importante actividad sobre el alimento probiótico kéfir. Desde el año 2004 dirige un proyecto de extensión universitario titulado “Kefir, un alimento probiótico a costo cero”, cuyo objetivo es aportar un alimento de alto valor nutritivo, que pueda ser consumido por la población infantil de los sectores más vulnerables de la zona de influencia de la UNLP.

## Distinciones
A lo largo de su carrera, la Dra. de Antoni ha recibido numerosas distinciones y premios por su trabajo científico: 
- Mención Premio Miller en el marco del VIII Congreso Argentino de Ciencia y Tecnología de Alimentos por el trabajo: “Aplicación de métodos moleculares en la identificación y diferenciación de lactobacilos termófilos”. Gomez Zavaglia A., Abraham A., de Urraza P., Girard Bosh C., Disalvo A, y De Antoni G.
- Premio Manchester Dental School y Colgate-Palmolive para estudiantes de Posgrado por el trabajo: “Application of an enzymatic assay to assess the adherence of Bifidobacterium to different substrates”, trabajo presentado en el International Congress of the Confederation of Anaerobe Societies, Anaerobe 2000, Manchester, Inglaterra. Obtenido por el becario Rodrigo Bibiloni, Director G. De Antoni.
- Premio Dupont-CONICET 2003: Mención especial al proyecto: “Estudio de leches artesanales a base de kefir para su aplicación en la disminución de la incidencia de patógenos intestinales” Director: G. De Antoni.
- Premio Dupont-CONICET 2005: “Alimento funcional con la capacidad de inhibir la acción de Salmonella y E. coli enterohemorrágica”. Director: G. De Antoni, otorgado al mejor trabajo sobre desarrollo de alimentos funcionales.[15]
- Mención especial en el Premio Presidencial “Prácticas educativas solidarias en educación superior 2006” por el desarrollo de la práctica educativa solidaria “Kefir, un alimento probiótico a costo cero para comedores comunitarios”. Director: G. L. De Antoni.
- Finalistas  del Premio Presidencial “Prácticas educativas solidarias en educación superior 2008” por el desarrollo de la práctica educativa solidaria “Kefir, un alimento probiótico a costo cero para comedores comunitarios”. Director: G. L. De Antoni.
- Premio Mercosur de Ciencia y Tecnología 2009. Categoría Integración por  el trabajo de investigación desarrollado por el grupo. Director G. De Antoni. Premio colectivo. “Aprovechamiento integral de efluentes de queseria para la elaboración y preservación de probióticos”